# Wang Chi-lin
Lee Yang (Taipei, 12 agosto 1995) è un giocatore di badminton taiwanese, vincitore della medaglia d'oro ai Giochi olimpici di Tokyo 2020 nel doppio.

## Palmarès
- Giochi olimpici

Tokyo 2020: oro nel doppio.
- Mondiali

Nanchino 2018: bronzo nel doppio.
- Thomas Cup

2018: bronzo a squadre.
- Giochi asiatici

Bangkok 2018: bronzo a squadre.
Hangzhou 2022: bronzo nel doppio.
- Campionati asiatici di badminton

Dubai 2023: bronzo nel doppio.
- Giochi mondiali universitari

Taipei 2017: oro a squadre miste e nel doppio misto.